# Bomolocha tenebralis
Bomolocha tenebralis är en fjärilsart som beskrevs av Moore 1887. Bomolocha tenebralis ingår i släktet Bomolocha och familjen nattflyn. Inga underarter finns listade i Catalogue of Life.